# Benjamin Ritchie
Benjamin Ritchie detto Ben (5 settembre 2000) è uno sciatore alpino statunitense.

## Biografia
Originario di Waitsfield e attivo in gare FIS dall'agosto del 2016, in Nor-Am Cup Ritchie ha esordito il 17 marzo 2017 a Mont Sainte-Marie in slalom gigante, senza qualificarsi per la seconda manche, ha conquistato il primo podio il 14 dicembre 2018 a Panorama in slalom speciale (2º) e la prima vittoria il 4 gennaio 2019 a Camp Fortune nella medesima specialità. Ha debuttato in Coppa del Mondo il 20 gennaio 2019 a Wengen in slalom speciale, senza qualificarsi per la seconda manche, e ai successivi Mondiali juniores di Val di Fassa 2019 ha vinto la medaglia d'argento nello slalom speciale e nella gara a squadre. Ha esordito ai Campionati mondiali a Cortina d'Ampezzo 2021, dove si è classificato 13º nello slalom speciale; ai successivi Mondiali juniores di Bansko 2021 ha vinto la medaglia d'oro nella medesima specialità. Ai Mondiali di Courchevel/Méribel 2023 si è piazzato 32º nello slalom speciale e a quelli di Saalbach-Hinterglemm 2025 è stato 4º nella combinata a squadre e non ha completato lo slalom speciale.

## Palmarès

### Mondiali juniores
- 3 medaglie:
  - 1 oro (slalom speciale a Bansko 2021)
  - 2 argenti (slalom speciale, gara a squadre a Val di Fassa 2019)

### Coppa del Mondo
- Miglior piazzamento in classifica generale: 50º nel 2025

### Coppa Europa
- Miglior piazzamento in classifica generale: 49º nel 2021
- 1 podio:
  - 1 vittoria

#### Coppa Europa - vittorie
| Data             | Località            | Paese    | Specialità |
| ---------------- | ------------------- | -------- | ---------- |
| 19 febbraio 2021 | Meiringen/Hasliberg | Svizzera | SL         |

Legenda:

SL = slalom speciale

### Nor-Am Cup
- Miglior piazzamento in classifica generale: 8º nel 2020
- Vincitore della classifica di slalom speciale nel 2020
- 10 podi:
  - 5 vittorie
  - 4 secondi posti
  - 1 terzo posto

#### Nor-Am Cup - vittorie
| Data             | Località           | Paese       | Specialità |
| ---------------- | ------------------ | ----------- | ---------- |
| 4 gennaio 2019   | Camp Fortune       | Canada      | SL         |
| 20 dicembre 2019 | Nakiska            | Canada      | SL         |
| 8 gennaio 2020   | Stowe/Spruce Peak  | Stati Uniti | SL         |
| 11 febbraio 2022 | Whiteface Mountain | Stati Uniti | SL         |
| 28 marzo 2022    | Sugarloaf          | Stati Uniti | SL         |

Legenda:

SL = slalom speciale

### Australia New Zealand Cup
- Miglior piazzamento in classifica generale: 4º nel 2023
- Vincitore della classifica di slalom speciale nel 2023
- 2 podi:
  - 1 vittoria
  - 1 secondo posto

#### Australia New Zealand Cup - vittorie
| Data           | Località     | Paese         | Specialità |
| -------------- | ------------ | ------------- | ---------- |
| 23 agosto 2022 | Coronet Peak | Nuova Zelanda | SL         |

Legenda:

SL = slalom speciale

### Campionati statunitensi
- 3 medaglie:
  - 2 ori (slalom speciale nel 2021; slalom speciale nel 2025)
  - 1 argento (slalom speciale nel 2022)